# Liste der denkmalgeschützten Objekte in Svijany
Grundlage dieser Liste der denkmalgeschützten Objekte in Svijany ist die ÚSKP-Liste (Ústřední seznam kulturních památek České republiky, deutsch Zentrale Liste der Kulturdenkmäler der Tschechischen Republik), die von der tschechischen Denkmalschutzbehörde NPÚ (Národní památkový ústav, deutsch Nationale Denkmalbehörde) seit 1987 geführt wird und an die seit dem Jahr 1850 geschaffenen Listen anschließt.

## Svijany(Swijan)
| Lage                                                                                   | Objekt                                               | Beschreibung | ÚSKP-Nr.                  | Bild                                |
| -------------------------------------------------------------------------------------- | ---------------------------------------------------- | --- | ------------------------- | ----------------------------------- |
| Svijany 30 (Standort)                                                                  | Schloss Svijany                                      | Schloss Svijany | 28609/5-4456 Info Katalog | weitere Bilder                      |
| Svijany, im nordöstlichen Teil des Ortes, beim Schloss (Standort)                      | Statue des hl. Antonius von Padua                    | Statue des hl. Antonius von Padua | 33262/5-4458 Info Katalog | Statue des hl. Antonius von Padua   |
| Svijany, im nordöstlichen Teil des Ortes (Standort)                                    | Statue des hl. Johannes von Nepomuk                  | Statue des hl. Johannes von Nepomuk | 35533/5-4457 Info Katalog | Statue des hl. Johannes von Nepomuk |
| Svijany, im nordöstlichen Teil des Ortes (Standort)                                    | Begräbnisstätte der Schlesisch-Platenitzer Kultur    | Begräbnisstätte der Schlesisch-Platenitzer Kultur, benannt nach dem Dorf Platěnice, Okres Pardubice, archäologische Spuren, sie befindet sich in einem dreieckigen Gebiet, das im Süden von einer Autobahneinfahrt und einer Zufahrtsstraße, im Osten von der Grenze des Katasters Svijany und der Straße nordöstlich des Dorfes begrenzt wird | 43801/5-4459 Info Katalog | weitere Bilder                      |
| Svijany, westlich vom Dorf, bei den Gärten an der Straße nach Loukov (Standort)        | Siedlung aus der Spätbronzezeit und frühen Eisenzeit | ebene befestigte Siedlung aus der Spätbronzezeit und frühen Eisenzeit, archäologische Spuren | 23115/5-4460 Info Katalog | weitere Bilder                      |
| Svijany, westlich des Dorfs, auf dem Feld rechts von der Straße nach Loukov (Standort) | Slawische Siedlung                                   | ebene unbefestigte Siedlung, archäologische Spuren | 25479/5-4461 Info Katalog | weitere Bilder                      |
| Svijany ()                                                                             | ebene unbefestigte Siedlung, archäologische Spuren   | ebene unbefestigte Siedlung, archäologische Spuren, zerstört (Denkmalschutz 2013 aufgehoben) | 36013/5-4462 Info Katalog |                                     |